# Mirko Gualdi
Mirko Gualdi (ur. 7 lipca 1968 w Alzano Lombardo) – włoski kolarz szosowy, złoty medalista mistrzostw świata w kategorii amatorów.

## Kariera
Największy sukces w karierze Mirko Gualdi osiągnął w 1990 roku, kiedy zdobył złoty medal w wyścigu ze startu wspólnego amatorów na mistrzostwach świata w Utsunomiya. W zawodach tych wyprzedził bezpośrednio swego rodaka Roberto Caruso oraz Francuza Jeana-Philippe'a Dojwę. Jako zawodowiec jeździł w latach 1993-2003. Ponadto wygrał między innymi Gran Premio Industria e Commercio Artigianato Carnaghese w 1991 roku, 17. etap Giro d’Italia w 1997 roku oraz czwarty etap Tour de Pologne w 1993 roku. Łącznie czterokrotnie startował w Giro d'Italia, najlepszy wynik osiągając w 2000 roku, kiedy zajął 40. miejsce. Zajął również 43. miejsce w Tour de France w 1993 roku oraz 21. miejsce w Vuelta a España w 1998 roku. Zajął 71. miejsce w wyścigu ze startu wspólnego na igrzyskach olimpijskich w 1992 w Barcelonie. W 2003 roku zakończył karierę.

## Najważniejsze zwycięstwa i sukcesy
- 1990
  - mistrzostwo świata amatorów w wyścigu ze startu wspólnego
- 1991
  - 1. GP Industria Artigianato e Commercio Carnaghese
- 1993
  - etap w Tour de Pologne
- 1997
  - etap w Giro d'Italia
- 1998
  - 2. Paryż-Tours